# Glatens
Glatens település Franciaországban, Tarn-et-Garonne megyében. Lakosainak száma 68 fő (2022. január 1.). Glatens Castéron, Cumont, Esparsac, Gimat, Lamothe-Cumont és Maumusson községekkel határos.

## Népesség
A település népessége az elmúlt években az alábbi módon változott:
| Lakosok száma | 74   | 77   | 78   | 74   | 73   | 73   | 71   | 69   | 68   |
|               | 2013 | 2015 | 2016 | 2017 | 2018 | 2019 | 2020 | 2021 | 2022 |